# ساندور غال
ساندور غال (بالمجرية: Gaál Sándor)‏ هو فيزيائي روماني ومجري، ولد في 8 أكتوبر 1885، وتوفي في 28 يوليو 1972.